# یخچال طبیعی هوفی
یخچال طبیعی هوفی (به لاتین: Hüfi Glacier) یک یخچال طبیعی در سوئیس است که در کانتون آوری واقع شده‌است.